# Підковик південний
Підковик південний (Rhinolophus euryale) — вид рукокрилих родини Підковикові (Rhinolophidae).

## Поширення
Країни проживання: Албанія, Алжир, Андорра, Вірменія, Азербайджан, Боснія і Герцеговина, Болгарія, Хорватія, Франція, Грузія, Гібралтар, Греція, Ватикан, Угорщина, Іран, Ірак, Ізраїль, Італія, Йорданія, Ліван, Північна Македонія, Монако, Чорногорія, Марокко, Палестина, Португалія, Румунія, Росія, Сан-Марино, Сербія, Словаччина, Словенія, Іспанія, Сирія, Туніс, Туреччина.
Зустрічаються в Південній Європі, на північному заході Африки і на Близькому Сході. Висотний діапазон поширення: від рівня моря до 1000 м.

## Стиль життя
Рідкісний вид. Літні колонії налічують бл. 50-1,500 осіб. Зимові скупчення зазвичай містять до 2000 тварин. Харчується в середземноморських та субсередземноморських чагарниках і рідколіссях моллю та іншими комахами. Літні сідала знаходяться в природних і штучних підземних порожнинах, а також горищах в якійсь частині діапазону. Зимує в підземних порожнинах (як правило, великі печери з постійним мікрокліматом). Це осілий вид.

## Морфологія
Тіло довжиною 43-58 мм, хвіст довжиною 22-30 мм, задні ступні 9-11 мм, розмах крил 300-320 мм,, вага 8.0-17.5 гр.
Шерсть пухнаста, з легкою сірою основою. Спина сіро-коричневого, іноді з невеликим червонуватим відтінком, а черево сіро-білого або жовто-білого кольору.